# Jeníček a Mařenka

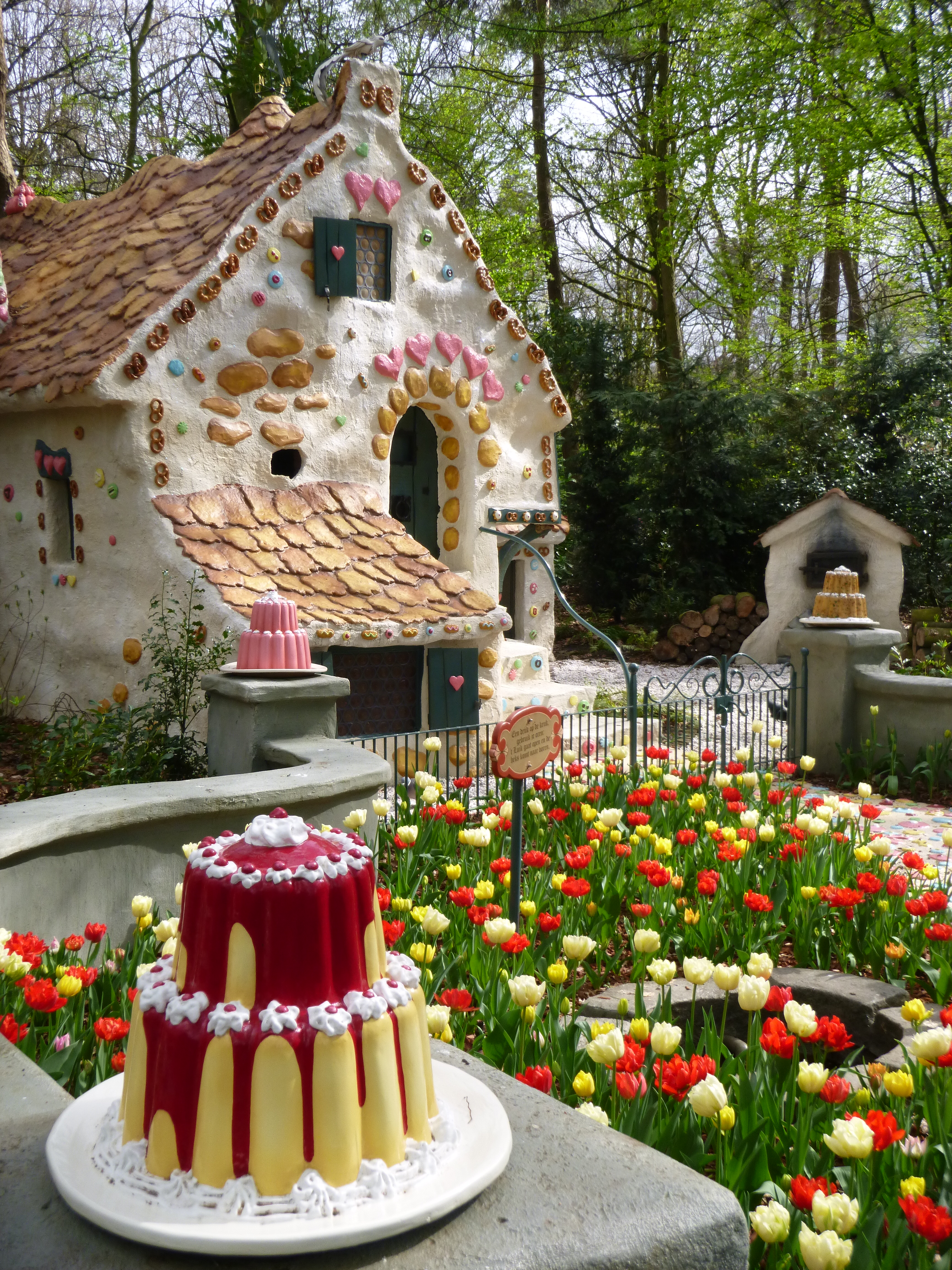
Perníková Chaloupka v zábavním parku v Nizozemsku (Efteling)

Jeníček a Mařenka (německy Hänsel und Gretel, česká verze této pohádky je známa jako Pohádka o perníkové chaloupce) je pohádka, zapsaná zprvu Giambattistou Basilem a později známými německými pohádkáři bratry Grimmovými.
Látku převzaly mnohé národy (převyprávěla ji i Božena Němcová), pohádka se dočkala několika filmových zpracování (např. v roce 1954). Německý skladatel Engelbert Humperdinck složil také operu nazvanou Hänsel und Gretel, také český skladatel Jan Kučera napsal dětskou operu Perníková chaloupka.

## Děj
Pohádka se vyskytuje v mnoha variacích. Děti chudého dřevorubce, Jeníček a Mařenka se, dle varianty, ztratí nebo jsou odvedeni do lesa. Když nastane tma, Jeníček vyleze na strom a v dálce uvidí světélko. Dojdou k chaloupce, která je celá z perníku. Tam je však chytí ježibaba, která si chce děti vykrmit a sníst. Když ale chce strčit děti do pece, děti chtějí po ježibabě ukázat, jak se sedí na lopatě a strčí do pece ježibabu. Poté se jim podaří dostat se opět šťastně domů.
Jiné varianty líčí útěk dětí před ježibabou nebo před ježidědkem, při útěku jim pomáhají buď kouzelné předměty nebo žena, která předstírá nedoslýchavost a ježibabu zdrží a následně pošle na špatnou cestu.

## Online dostupné dílo
- NĚMCOVÁ, Božena. Maličkým. Příprava vydání Karel Vetter. Praha: Alois Hynek, 1911. 72 s. Dostupné online. Kapitola Pohádka o perníkové chaloupce, s. 32–41.